# 入会权
入会权（日语：入会権（いりあいけん））是日本法律中规定的一个地区的农民共同耕种、经营和使用土地的权利，通常以山地、林地为主体，农民可以在上面共同伐木、牧草、采蘑菇等。